# Enlinia nigricans
Enlinia nigricans är en tvåvingeart som beskrevs av Robinson 1969. Enlinia nigricans ingår i släktet Enlinia och familjen styltflugor.
Artens utbredningsområde är Hidalgo (Mexiko). Inga underarter finns listade i Catalogue of Life.